# Oreste

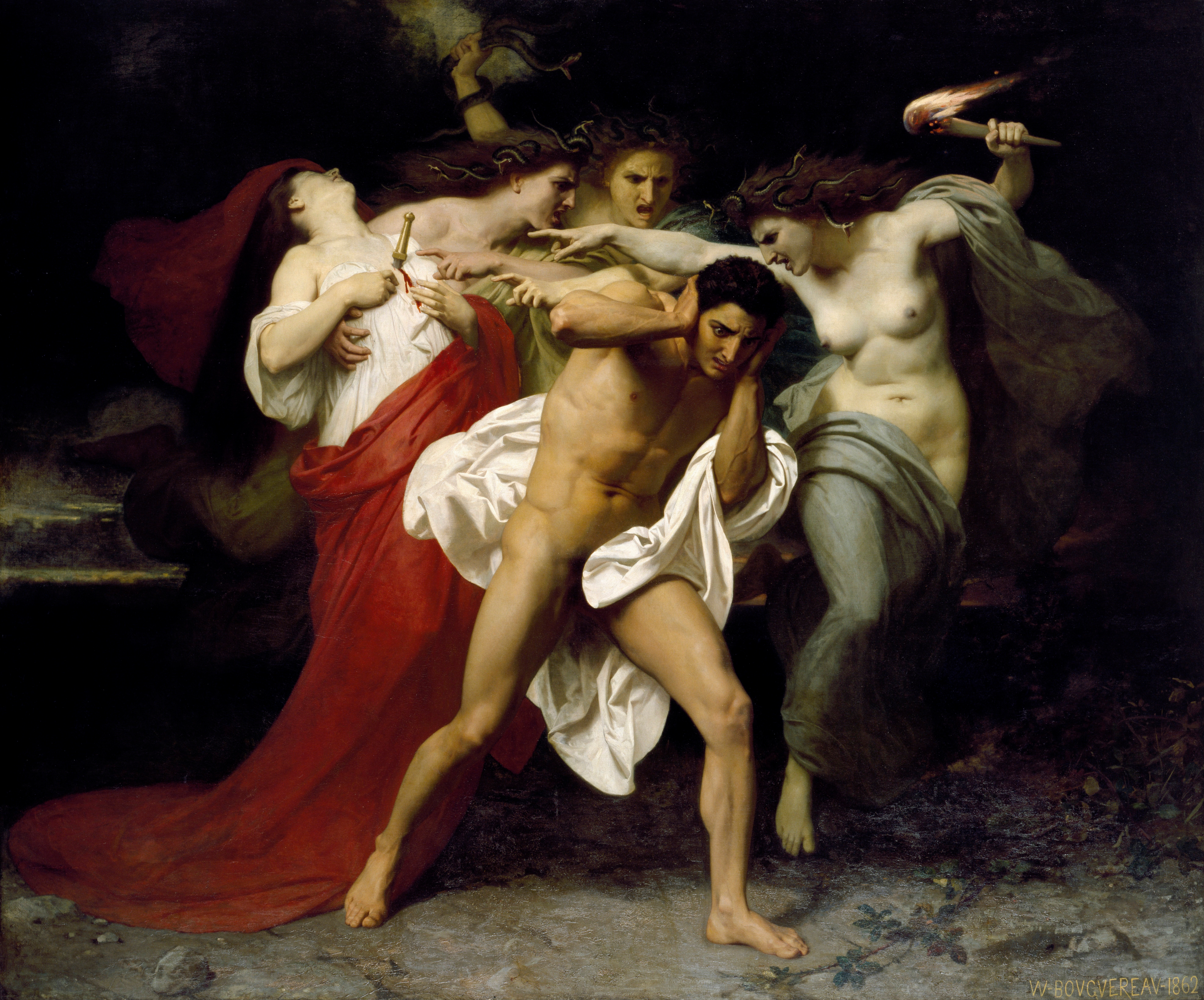
Remușcarea lui Oreste (1862) Oreste este pedepsit de Furii, pictură de William-Adolphe Bouguereau

Oreste (greacă: Ὀρέστης) erou din mitologia greacă, fiul lui Agamemnon și al Clitemnestrei, frate cu Ifigenia, Chrysothemis și Electra.